# London Bridge
Most Londyński (ang. London Bridge) – most nad Tamizą, w centralnym Londynie, łączący City of London na północnym brzegu rzeki z dzielnicą Southwark na południu. Obecna stalowo-betonowa konstrukcja wzniesiona została w 1973 roku i zastąpiła XIX-wieczny kamienny most łukowy, który z kolei zbudowano w miejscu średniowiecznego mostu, stojącego w tym miejscu przez ponad sześćset lat. Wcześniej istniało tu kilka innych konstrukcji, najwcześniejsza wzniesiona w I wieku przez Rzymian.
Do otwarcia Westminster Bridge w 1738 roku była to jedyna stała przeprawa przez rzekę na terenie Londynu.

## Historia

### Lokalizacja
Przyczółki współczesnego londyńskiego mostu spoczywają kilka metrów nad naturalnymi nasypami żwiru, piasku i gliny. Od późnej ery neolitu południowy nasyp stanowił naturalną groblę nad otaczającym bagnem i bagnami ujścia rzeki; północny wzniósł się na wyższy poziom w obecnym miejscu Cornhill. Pomiędzy nabrzeżami Tamizę można było przeprawić brodem, gdy fala była niska, lub promem, gdy była wysoka. Oba nasypy, szczególnie północny, oferowały stabilne miejsca do ruchu łodzi w górę i w dół rzeki. Oba stanowiły ważny szlak handlowy śródlądowy i kontynentalny od co najmniej IX wieku p.n.e.
Istnieją dowody archeologiczne na rozproszone osady neolityczne, epoki brązu i epoki żelaza w pobliżu, ale dopiero po zbudowaniu w tym miejscu mostu powstała pierwsza osada, która rozwinęła się w dzisiejszy Londyn.

### Rzymskie mosty
Pierwsze mosty na Tamizie zostały zbudowane przez Rzymian w formie mostów pontonowych, które stanowiły znaczny skrót w drodze w stronę Szkocji. Wojska mogły używać ich, zamiast Watling Street. W okolicach 55 roku naszej ery na północnym brzegu rzeki zaczęła powstawać rzymska osada Londinium.

### Mosty wczesnego średniowiecza
Po zakończeniu władzy Rzymian na Wyspach Brytyjskich we wczesnym V wieku n.e., Londinium zostało opuszczone, a znajdujący się w nim most popadł w ruinę. Do zdobycia Brytanii przez Normanów w 1066 roku pod wodzą króla Wilhelma Zdobywcy, przez rzekę nie przebiegał żaden most, Tamiza stanowiła granicę między królestwami Mercji i Wesseksu.
Po podbojach Normanów most został odbudowany, został zniszczony przez tornado w 1091 roku. Kolejny most został zbudowany przez króla Wilhelma II Rudego, spalił on się jednak w 1136 roku podczas jednego z pożarów Londynu. W 1164 roku biskup Colechurch wybudował ostatni most, wybudowany w całości z drewna, przez Tamizę.

### „Stary” Most Londyński (1176–1831)
Po morderstwie swego dawnego przyjaciela, a później przeciwnika – Thomasa Becketa, arcybiskupa Canterbury, pokutujący król Henryk II zlecił nowy kamienny most zamiast starego, z kaplicą pośrodku poświęconą Becketowi jako męczennikowi. Arcybiskup był rodowitym londyńczykiem i popularną postacią. Kaplica św. Tomasza na moście stała się oficjalnym początkiem pielgrzymki do jego świątyni w Canterbury; była wspanialsza niż niektóre miejskie kościoły parafialne i miała dodatkowe wejście z poziomu rzeki dla rybaków i żeglarzy. Prace budowlane rozpoczęto w 1176 r. pod nadzorem Piotra z Colechurch. Koszty budowy mostu, poprzez wybudowanie kaplicy, były olbrzymie, a próba króla Henryka, który próbował pokryć je podatkiem na wełnę, zrodziła legendę, że most zbudowano na paczkach wełny. Budowa zakończyła się w 1209 roku, za panowania króla Jana Bez Ziemi, wykonanie mostu zajęło 33 lata. Jan próbował zwrócić część kosztów, wynajmując pozwolenia na prowadzenie sklepów na moście, nigdy nie pokryło to jednak nawet części kosztów budowy. W 1284 roku w zamian za pożyczkę dla Edwarda I, miasto Londyn uzyskało wieczną kontrolę nad mostem.
Most był szeroki na 8 metrów i długi ok. 240–270 metrów, a wspierało go 19 podstaw opartych na dnie Tamizy. Na środku mostu znajdowała się podnoszona część pozwalająca na przepłynięcie statków wyższych od mostu. Na obu końcach znajdowały się również bramy, które mogły być używane jako wieżyczki obronne.

Budynki oraz sklepy znajdujące się na moście przez długi czas były uważane za potencjalne źródła pożarów, a zwiększona masa na filarach mostu groziła jego zawaleniem. W 1312 roku pożar wybuchł i oba początki mostów zostały zniszczone, co doprowadziło do uwięzienia na moście wielu mieszkańców Londynu. W 1381 roku Wat Tyler, razem z wieloma niezadowolonymi rolnikami doprowadził do zajęcia mostu przez swoją rebelię, to samo stało się w 1450 roku, gdy Jack Cade przeprowadził swój bunt. Zawalenie się północnej części mostu na początku 1663 roku sprawiło, że most nie ucierpiał podczas Wielkiego Pożaru Londynu z września 1666 roku. 

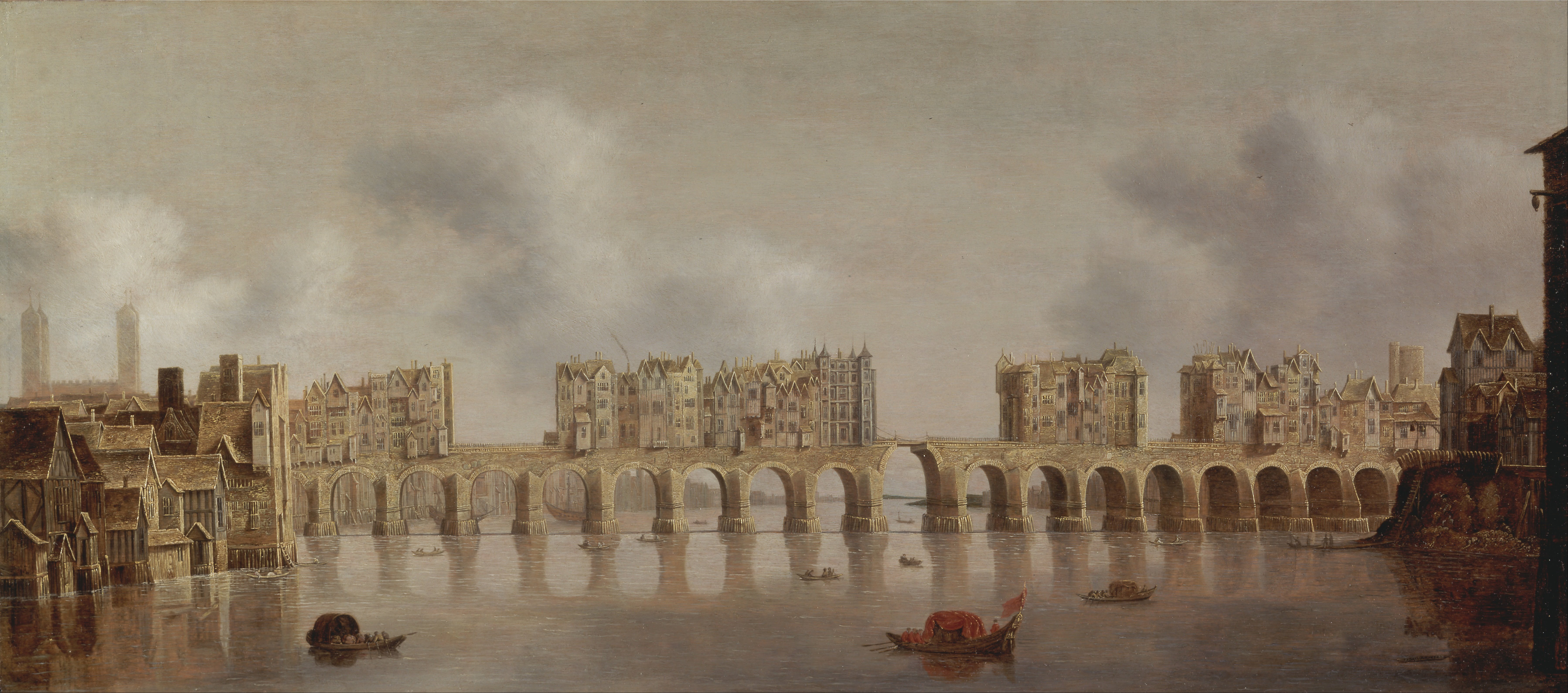
Panorama mostu wykonana w 1632 roku olejem przez Claude de Jongha

Za czasów Tudorów na moście znajdowało się ponad 200 budynków. Niektóre z nich miały ponad 7 pięter lub wychodziły ponad 2 metry nad drogę, co powodowało, że most stawał się też tunelem. Sprawiło to, że most zaczął się korkować, droga szeroka już tylko na 4 metry musiała być w stanie pomieścić stragany, pieszych, konie oraz wózki handlarzy. Pod koniec XVII wieku most był zakorkowany do tego stopnia, że pokonanie 300 metrów zajmowało ponad godzinę, a niektórzy wybierali prom jako środek transportu przez rzekę.
Strażnica na południowym końcu mostu stała się świadkiem wielu egzekucji w historii Londynu. Stała się również znana z wieszania głów zdrajców na pikach, żeby każdy mieszkaniec Londynu wiedział, co czeka go za przestępstwa. Głowa William Wallace’a zawisła jako pierwsza w 1305 roku, co rozpoczęło ponad 355 letnią tradycję, przez którą dołączyło do niej wiele głów innych sławnych postaci Jack Cade w 1450, Tomasz More i biskup John Fisher w 1535, oraz Thomas Cromwell w 1540. W 1598 roku niemiecki pisarz Paul Hentzner naliczył ponad 30 głów wiszących nad strażnicą.
Do 1710 roku większość domów została przebudowana w stylu restauracji, co pozwoliło poszerzyć drogę do 6 metrów. Nie poprawiło to jednak sytuacji w ruchu na moście, więc w 1722 roku Burmistrz Londynu wydał dekret stanowiący: „Wszystkie wozy, wózki i inne wagony jadące z Southwark do tego miasta trzymają się wzdłuż zachodniej strony wspomnianego mostu, a wszystkie wychodzące z miasta trzymają się wzdłuż wschodniej strony wspomnianego mostu”. Jest to uważane za jeden z możliwych powodów powstania ruchu lewostronnego w Wielkiej Brytanii.
Ostatni dom na moście został zbudowany w 1745 roku. Od roku 1756 miasto zaczęło wykupywać wszystkie pozwolenia na działki na moście, niektóre wydane jeszcze w 1176 roku przez Henryka II Plantageneta, który kazał wybudować most. Wykup wszystkich posesji na moście pozwolił miastu na powolną rozbiórkę budynków, co było niezbędne do rozbudowy mostu. W czasie trwania rozbiórki w 1757 roku otworzono mniejszy drewniany most przez Tamizę, jednak już parę dni po otwarciu zajął on się ogniem, co doprowadziło do naporu publicznego na budowę nowego technologicznie współczesnego mostu. Stary most był używany jako pomocniczy do czasu zakończenia budowy nowego mostu w 1831 roku. Został wyburzony w 1836 roku.

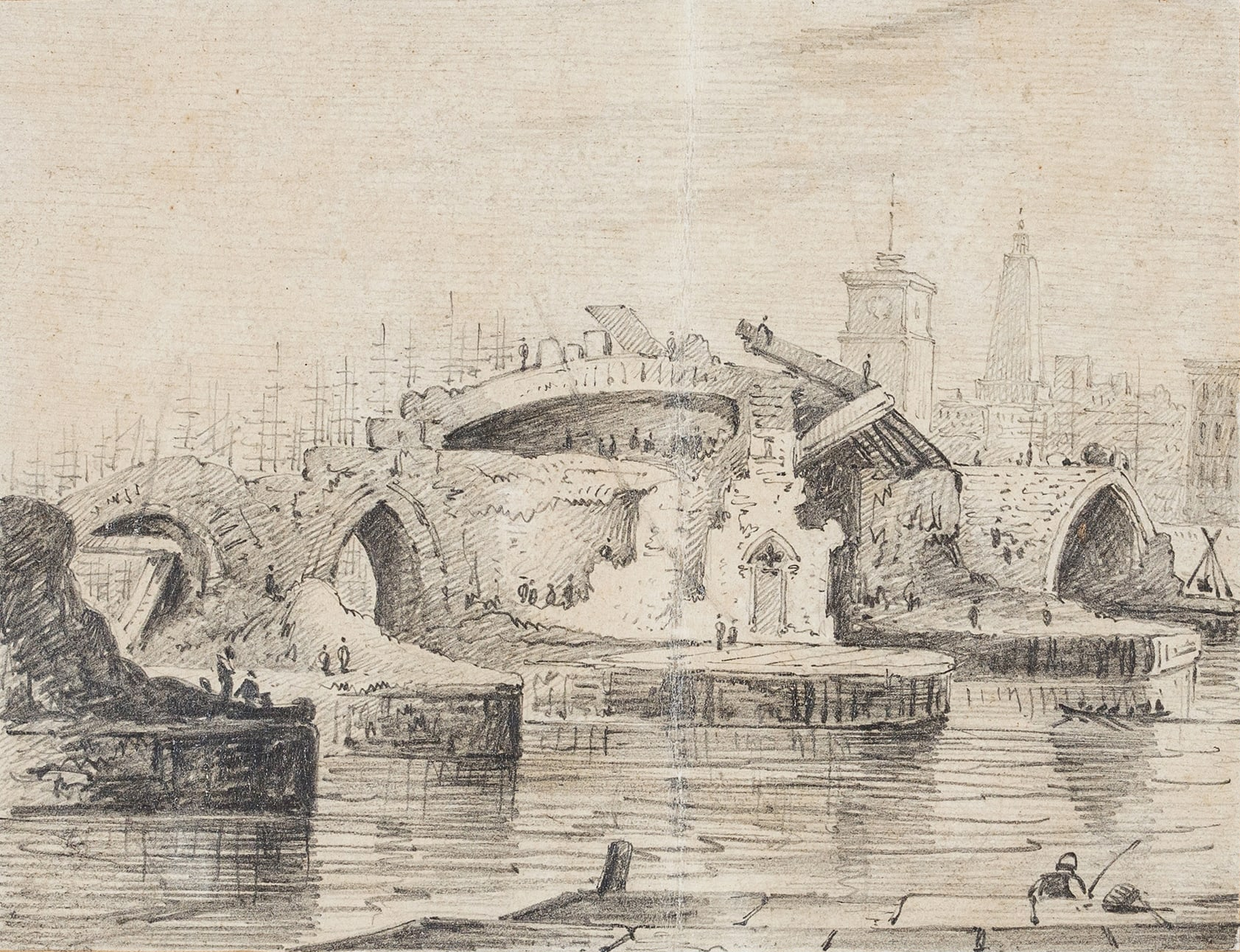
Pozostałości „Starego” mostu, naszkicowane przez William Alfred Delamotte 30 marca 1832 roku
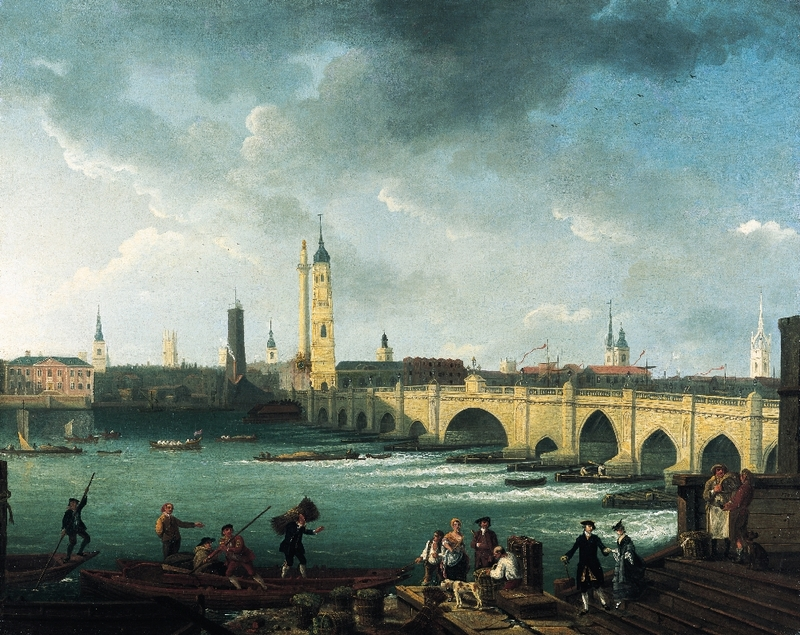
London Bridge from Pepper Alley Stairs namalowany przez Herbert Pugh w 1762 roku
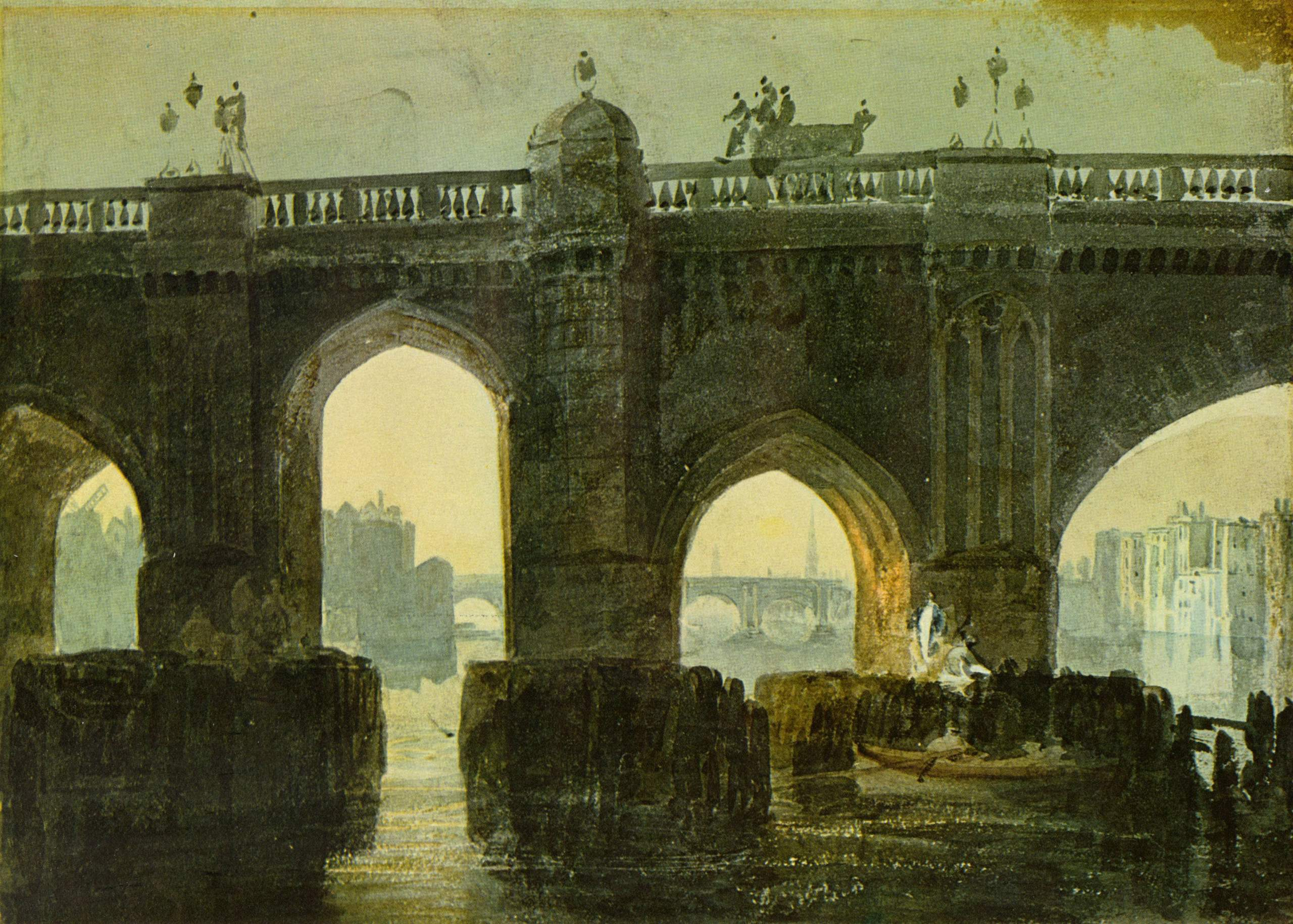
Old London Bridge, J.M.W. Turner, pokazujący most z rozebranymi już budynkami
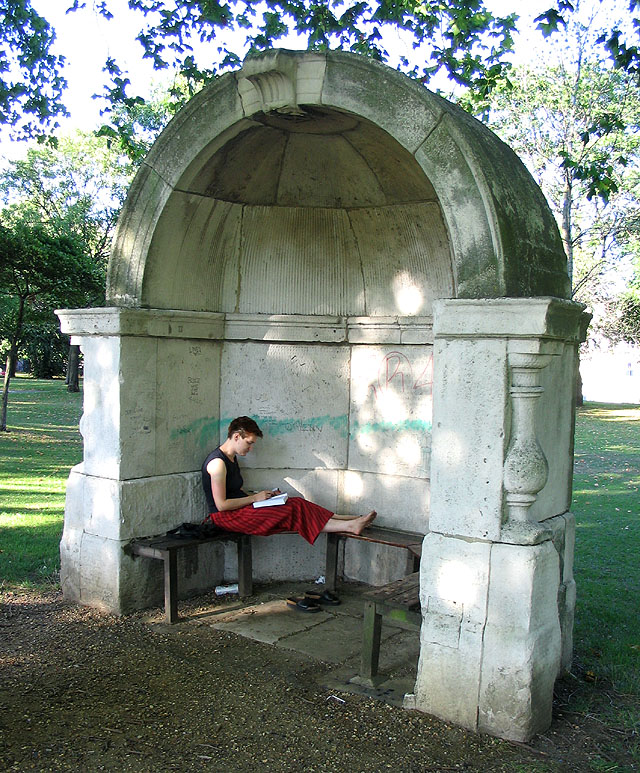
Jedna z alkow, w których w deszczowy dzień mogli schować się sklepikarze. Dzisiaj część z nich znajduje się w Victoria Park(inne języki). Podobne możliwe są do znalezienia w Guy’s Campus na King’s College London
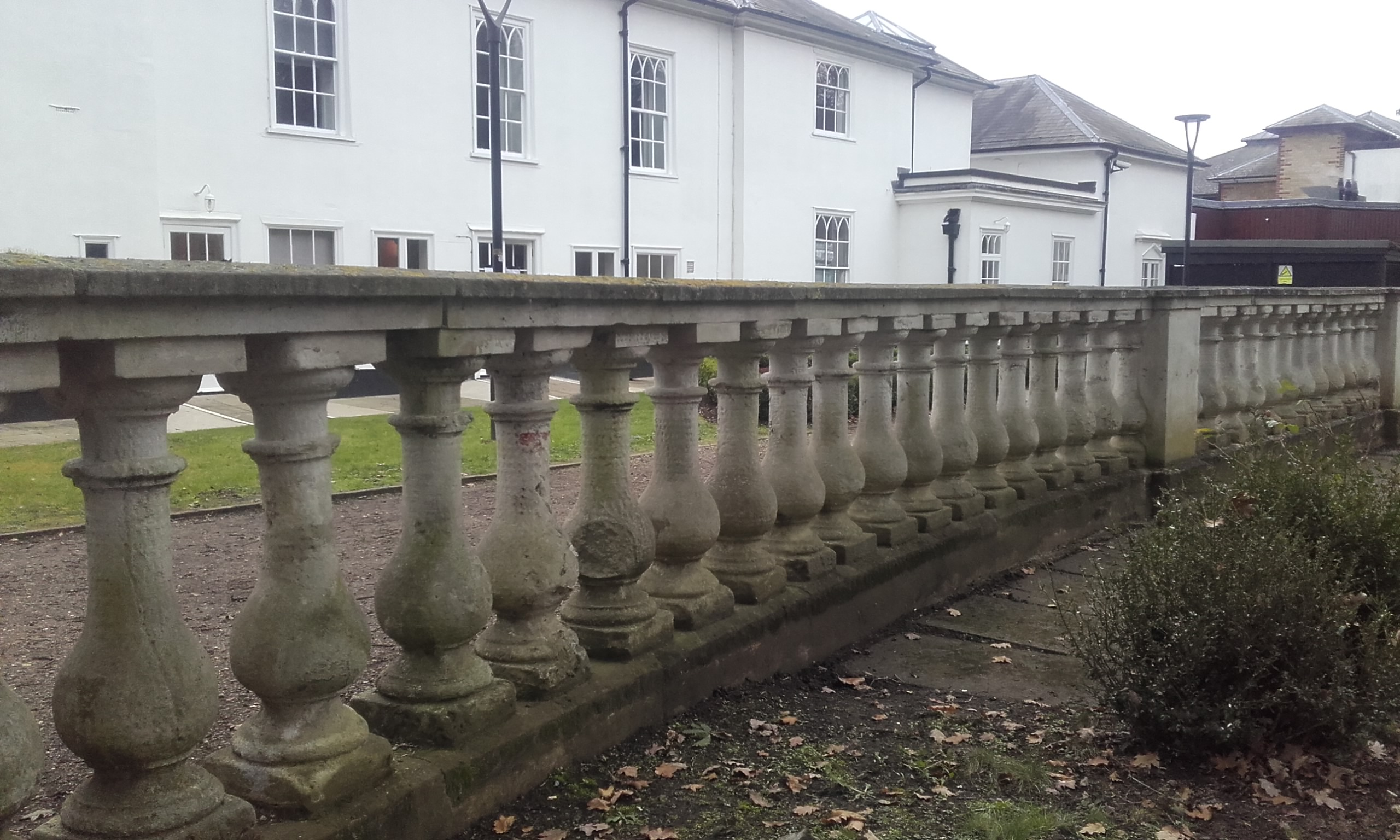
Część balustrady ze starego mostu widoczna w Esseksie

### „Nowy” Most Londyński (1831–1967)

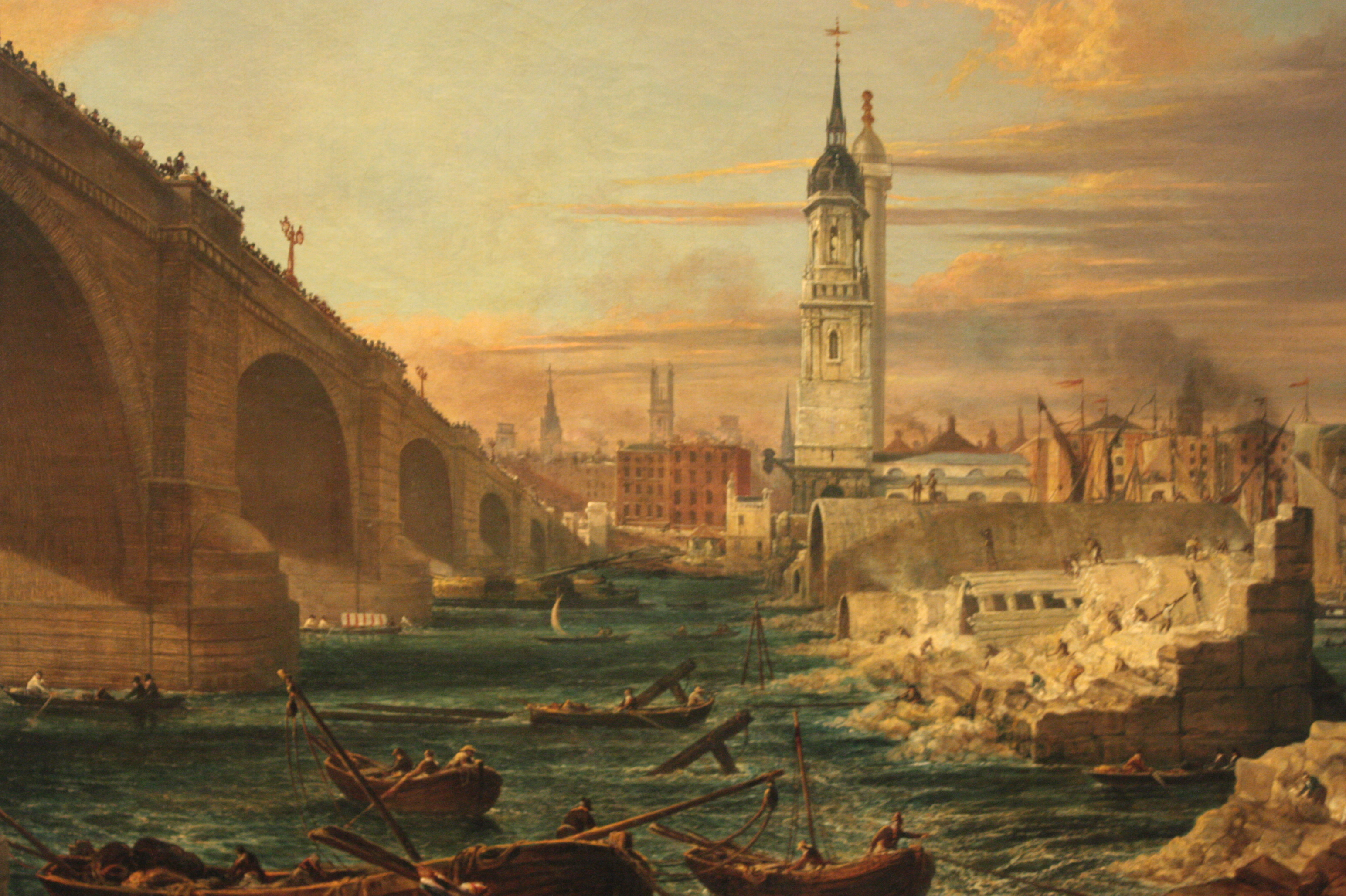
Wyburzenie Starego Mostu Londyńskiego. 1832, Guildhall Gallery, Londyn

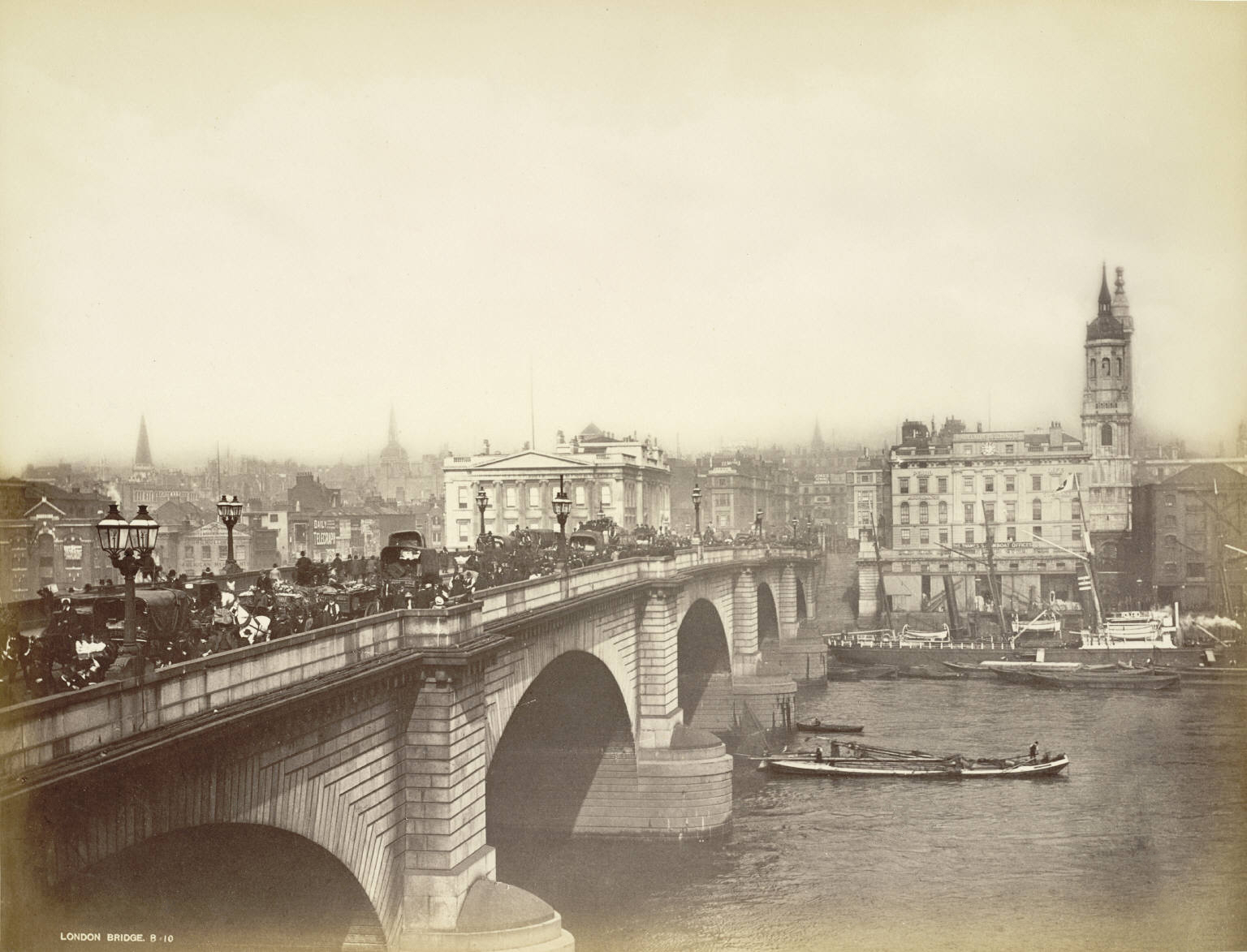
Nowy Most Londyński widziany pod koniec XIX wieku

W 1799 roku City of London wspólnie z Londynem rozpisały konkurs na zaprojektowanie nowego mostu. Wśród propozycji był między innymi pomysł Thomasa Telforda, który zaproponował pojedyncze żelazne przęsło długie na 600 stóp (180 m) i szerokie na 65 stóp (20 m), które zawisłoby na 20 metrach wysokości, co umożliwiłoby transport po rzece nawet największym rzecznym statkom. Eksperci faworyzowali ten pomysł, jednak wymagałby on przebudowy nabrzeża z obu stron, został też uznany za zbyt drogi w związku z wymaganymi wykupami działek i wstrzymaniem ruchu na rzece. Ostatecznie został wybrany projekt składający się z 5 kamiennych łuków, który zaprojektował John Rennie. Prace nad mostem zaczęły się w 1824 roku, a kamień węgielny położył syn John Rennie Młodszy, syn architekta 15 czerwca 1825 roku.
Stary most był używany jako most pomocniczy oraz zastępczy dla nowego, nie był na nim jednak prowadzony już handel. Jego wyburzenie rozpoczęło się w 1821 roku. Przygotowanie nabrzeża kosztowało ponad 3 razy więcej niż sam most, a koszt 2.5 milionów £ (223 miliony funtów w 2018) został podzielony między Rządem Wielkiej Brytanii, władzami Londynu oraz władzami City of London

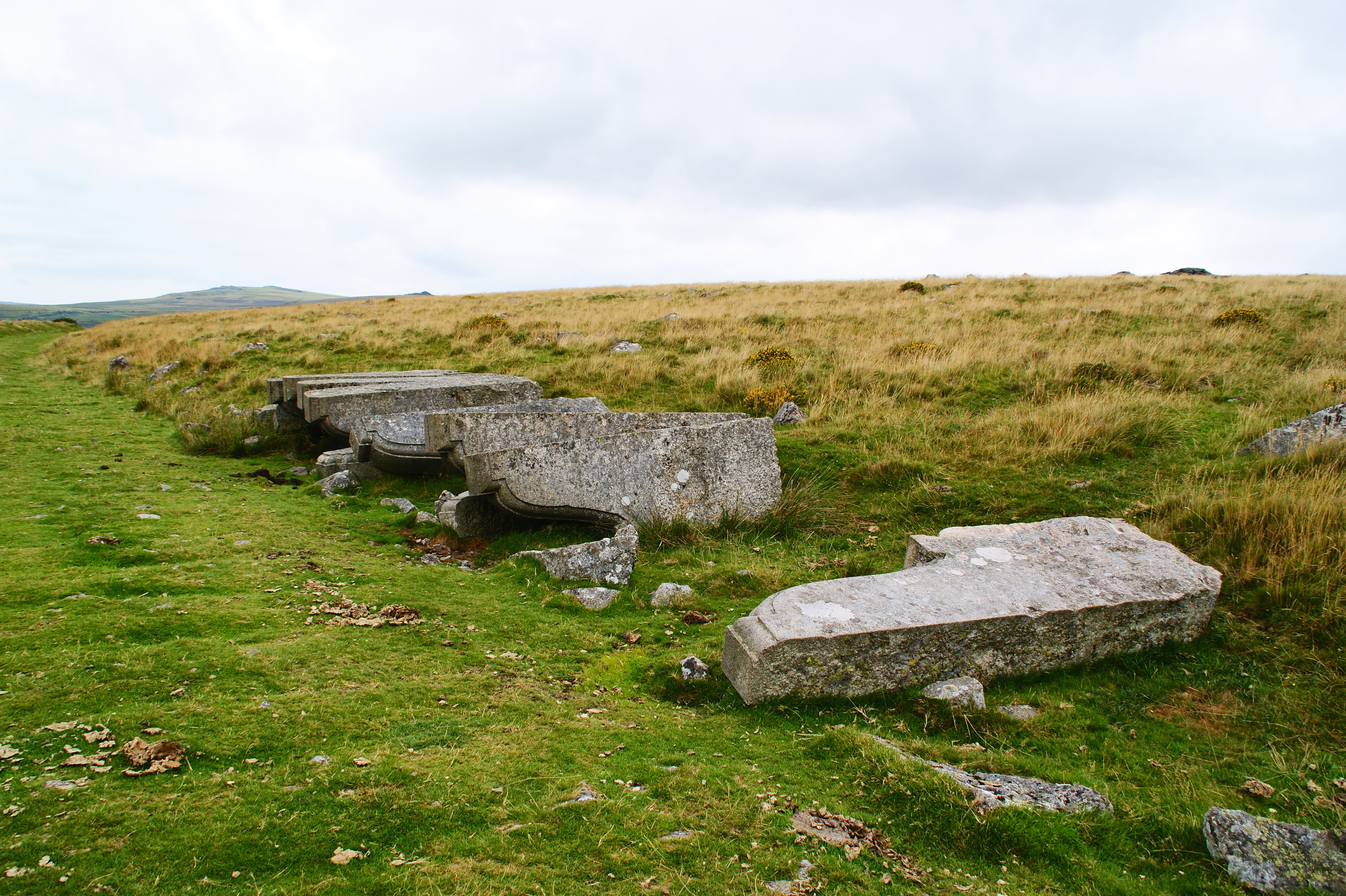
Pozostałe konsole po budowie mostu leżące koło kamieniołomu w Dartmoor, Devon

Ukończony most był długi na 928 stóp (283 m) i szeroki na 49 stóp (15 m). Oficjalne otwarcie mostu nastąpiło o północy 1 sierpnia 1831 roku, a w otwarciu brał udział król Wilhelm IV Hanowerski z żoną królową Adelaidą, którzy urządzili piknik w namiocie postawionym na moście.
W 1896 roku most był najczęściej odwiedzanym punktem w Londynie, ponad 8.000 pieszych i 900 pojazdów przekraczało most każdej godziny. W 1924 przeprowadzono badanie, które dowiodło, że most pod ciężarem pojazdów zapadał się w rzece, co oznaczało, że będzie trzeba go usunąć i wybudować nowy.

#### Sprzedaż mostu Robertowi McCullochowi
W 1967 roku Rada Londynu podjęła decyzję o sprzedaży mostu i rozpoczęła szukanie kupca. Radny Ivan Luckin, który zaproponował sprzedaż był krytykowany przez media, ale 18 kwietnia 1968 roku most został zakupiony przez kupca z Missouri, Roberta McCullocha, który kupił most za 2,460,000 dolarów amerykańskich. Początkowe plotki, że McCulloch pomylił się i chciał zakupić most Tower Bridge były wielokrotnie zaprzeczane przez Luckina w wielu wywiadach. Podczas rozbiórki mostu każdy z kawałków został ponumerowany, a bloki zostały za pomocą statku przewiezione z Londynu przez Kanał Panamski do Los Angeles, skąd w ciężarówkach zostały wysłane przez Long Beach do Lake Havasu City w Arizonie, gdzie most został złożony z powrotem. Ponowne otwarcie nastąpiło 10 października 1971 roku.

### Współczesny Most Londyński

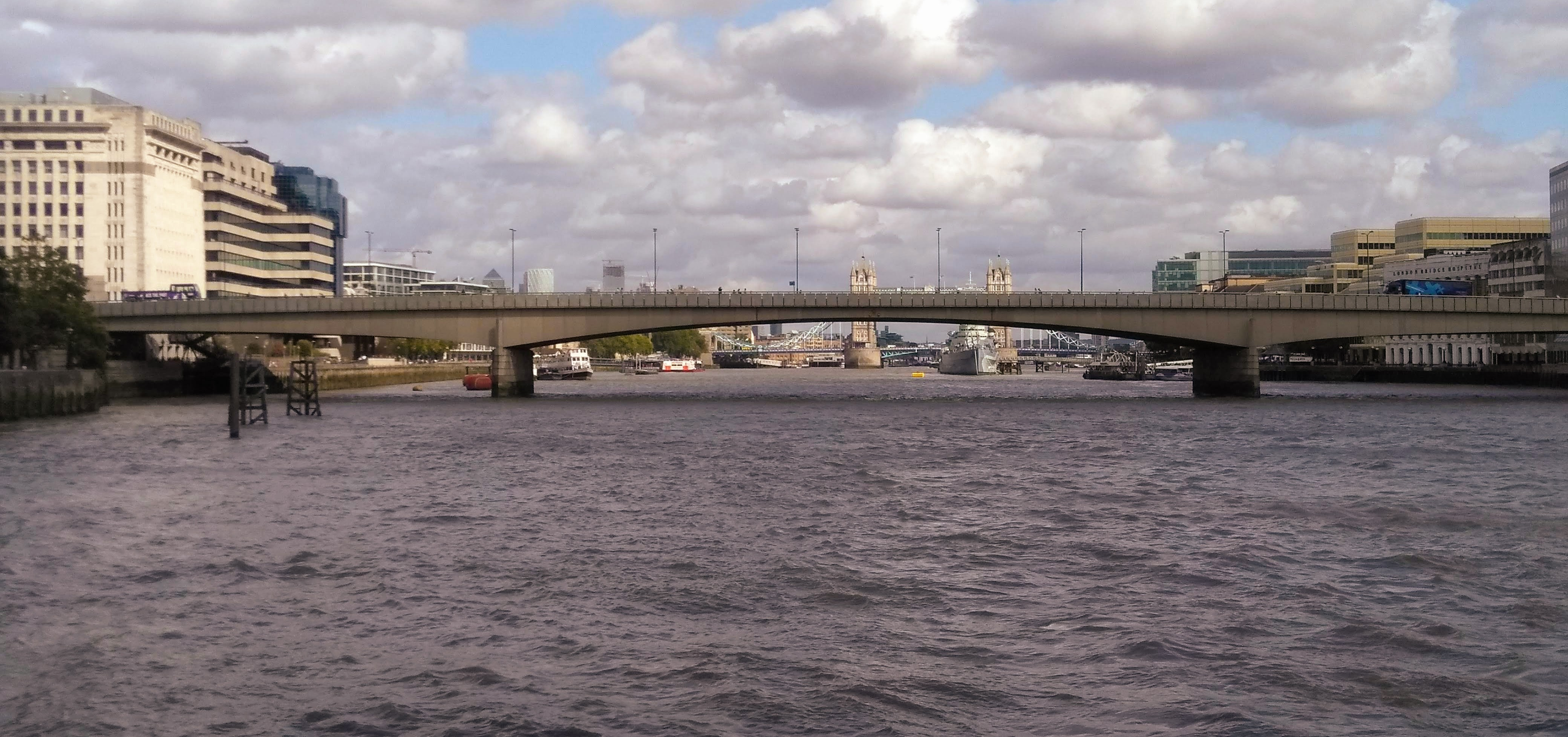
Widok na współczesny most z mostu kolejowego Cannon Street

Obecnie istniejący most został zaprojektowany przez Williama Holforda, barona Holford, a zbudowany przez grupę budowniczą Mott, Hay and Anderson. Budowa trwała od 1967 roku do 1972, a most otworzyła królowa Elżbieta II 17 marca 1973 roku. Koszt mostu wyniósł 4 mln funtów (55,5 mln funtów w 2018). Most został wybudowany w tym samym miejscu, w którym stał Nowy Most Londyński, ponieważ cena wykupienia innych działek nie była możliwa do ekonomicznego uzasadnienia.

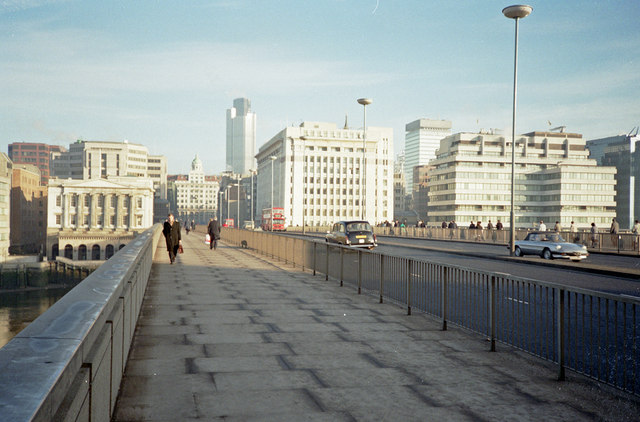
Współczesny Most Londyński sfotografowany w styczniu 1987 roku, Widoczny w tle drapacz chmur to National Westminster Tower (Tower 42), otwarty 6 lat wcześniej

W 1984 roku okręt HMS „Jupiter” uderzył w most, powodując znaczne uszkodzenia zarówno dla statku, jak i mostu.

11 lipca 2009 roku, w 800. rocznicę oddania do użytku Starego Mostu Londyńskiego, Lord major Londynu przeprowadził przez most stado owiec, powołując się na antyczne prawo z czasów króla Jana bez Ziemi. Rozpoczęło to coroczną tradycję przeprowadzania owiec przez most, podczas którego zbierane są datki na cele charytatywne. 

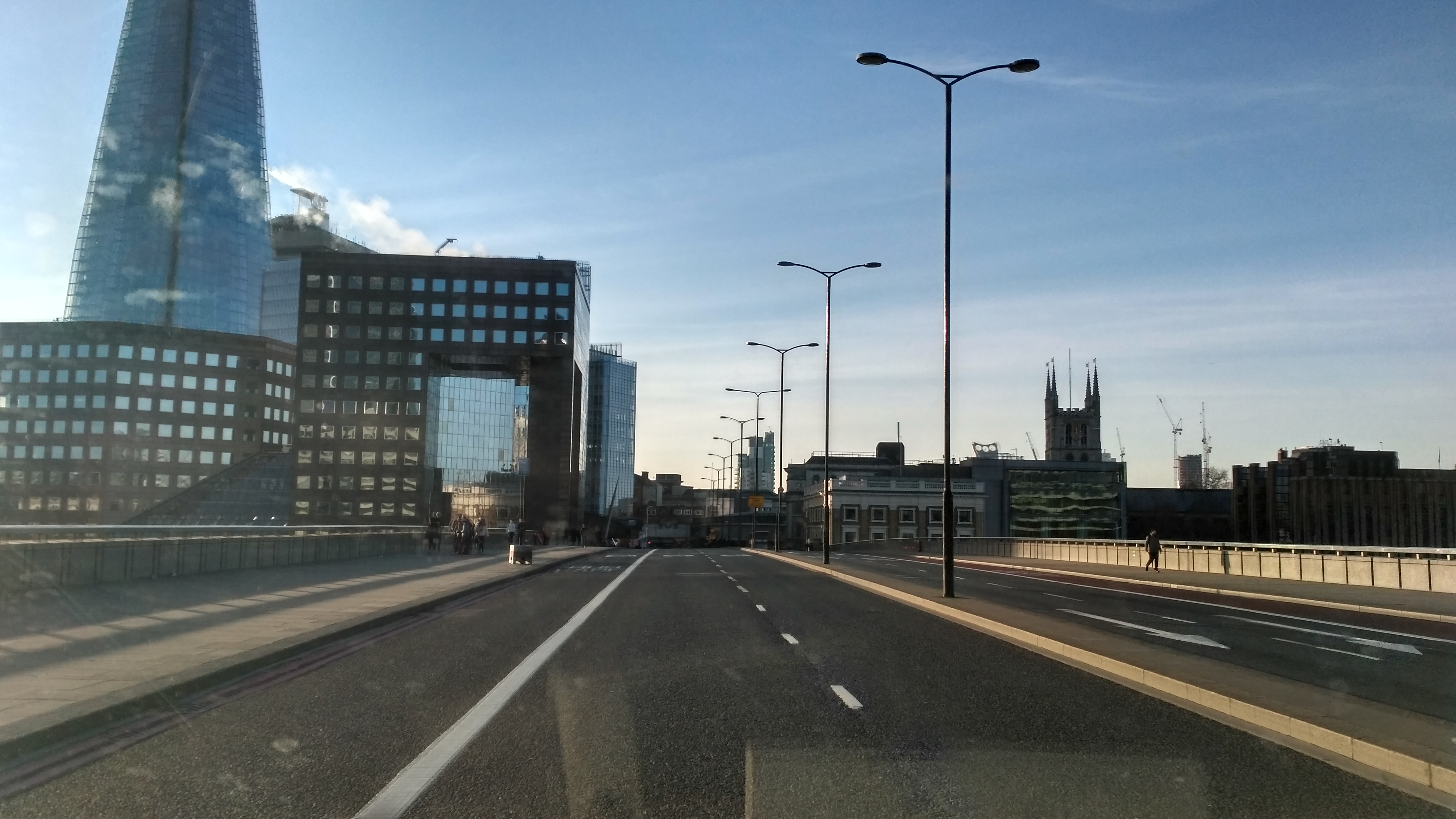
Widok z mostu na The Shard

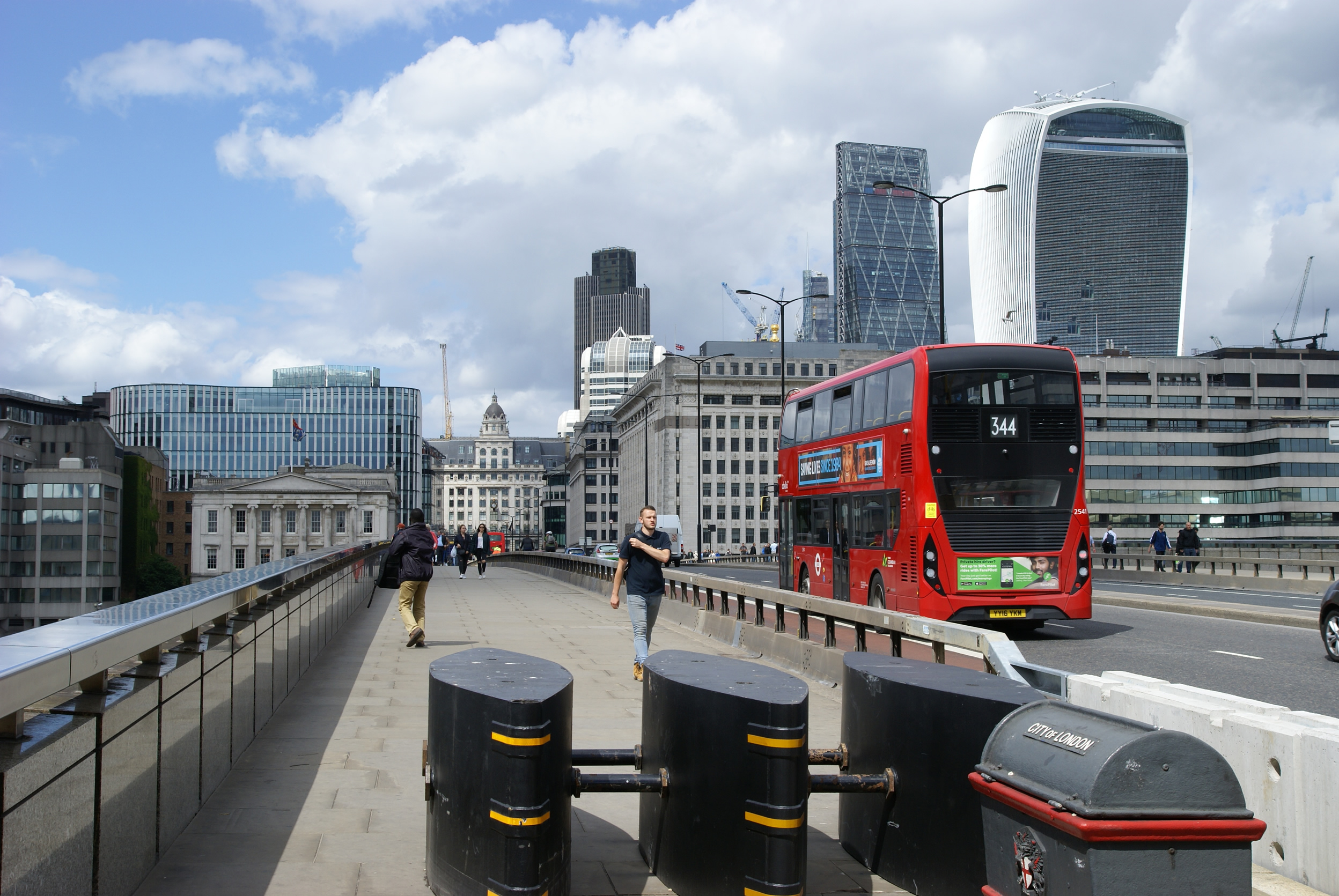
Most z zainstalowanymi w 2017 roku barierami

3 czerwca 2017 roku most padł ofiarą ataku terrorystycznego. Trzech islamistów wjechało vanem w przechodniów, zabijając dwóch i raniąc trzech. Następnie na terenie Borough Market, dźgnęli śmiertelnie pięć osób i raniąc 48. Policja w pościgu zastrzeliła terrorystów. W odpowiedzi na atak, na moście zostały wzniesione bariery.
29 listopada 2019 roku doszło do ataku z użyciem ostrego narzędzia. W odpowiedzi na atak policja zastrzeliła napastnika.

## Transport
Najbliższe stacje metra w Londynie to Monument, u północnego końca mostu, oraz London Bridge na południowym końcu. Przy tej ostatniej zlokalizowana jest także stacja kolejowa London Bridge.

## Most w kulturze
- Most jest przedmiotem rymowanki London Bridge is falling down (Most Londyński wali się).
- Most często pojawia się w filmach, wiadomościach i programach dokumentalnych pokazujących Londyn. Bardzo często pokazywana jest scena pracowników City idących do pracy z London Bridge Station, z południa na północ. Przykładem tego jest film Był sobie chłopiec, w którym Hugh Grant przechodzi przez most w godzinach szczytu.

- Operacja London Bridge oznacza działania, które zostały podjęte w przypadku śmierci królowej Elżbiety II. Jej śmierć została oznajmiona poprzez hasło „London Bridge is down” (Most Londyński zawalił się), podobnie jak śmierć jej ojca została oznajmiona frazą „Hyde Park Corner”[40].